# Le Métro de l'angoisse
Pour plus de détails, voir Fiche technique et Distribution.
Le Métro de l'angoisse (titre original : The Taking of Pelham One Two Three) est un téléfilm américain réalisé par Félix Enríquez Alcalá diffusé en 1998.

## Synopsis
Anthony Piscotti, un inspecteur de police de New York essaie de faire échec à la prise en otage d'un train de métro où les malfaiteurs retiennent les passagers pour obtenir une rançon.

## Fiche technique
- Titre : Le Métro de l'angoisse
- Titre original : The Taking of Pelham One Two Three
- Réalisation : Félix Enríquez Alcalá
- Scénario : Peter Stone, April Smith d'après le roman de John Godey Arrêt prolongé sous Park Avenue (The Taking of Pelham One Two Three)
- Musique : Stewart Copeland
- Production : Pen Densham, Richard Barton Lewis, Karen Moore, John Watson
- Durée : 100 minutes

## Distribution
- Edward James Olmos : inspecteur Anthony Piscotti
- Vincent D'Onofrio : Mr. Blue
- Donnie Wahlberg : Mr. Grey
- Richard Schiff : Mr. Green
- Lisa Vidal : Babs Cardoza
- Tara Rosling : Mr. Brown
- Kenneth Welsh : Caz Hollowitz
- Lorraine Bracco : détective Ray